# باس باريتون

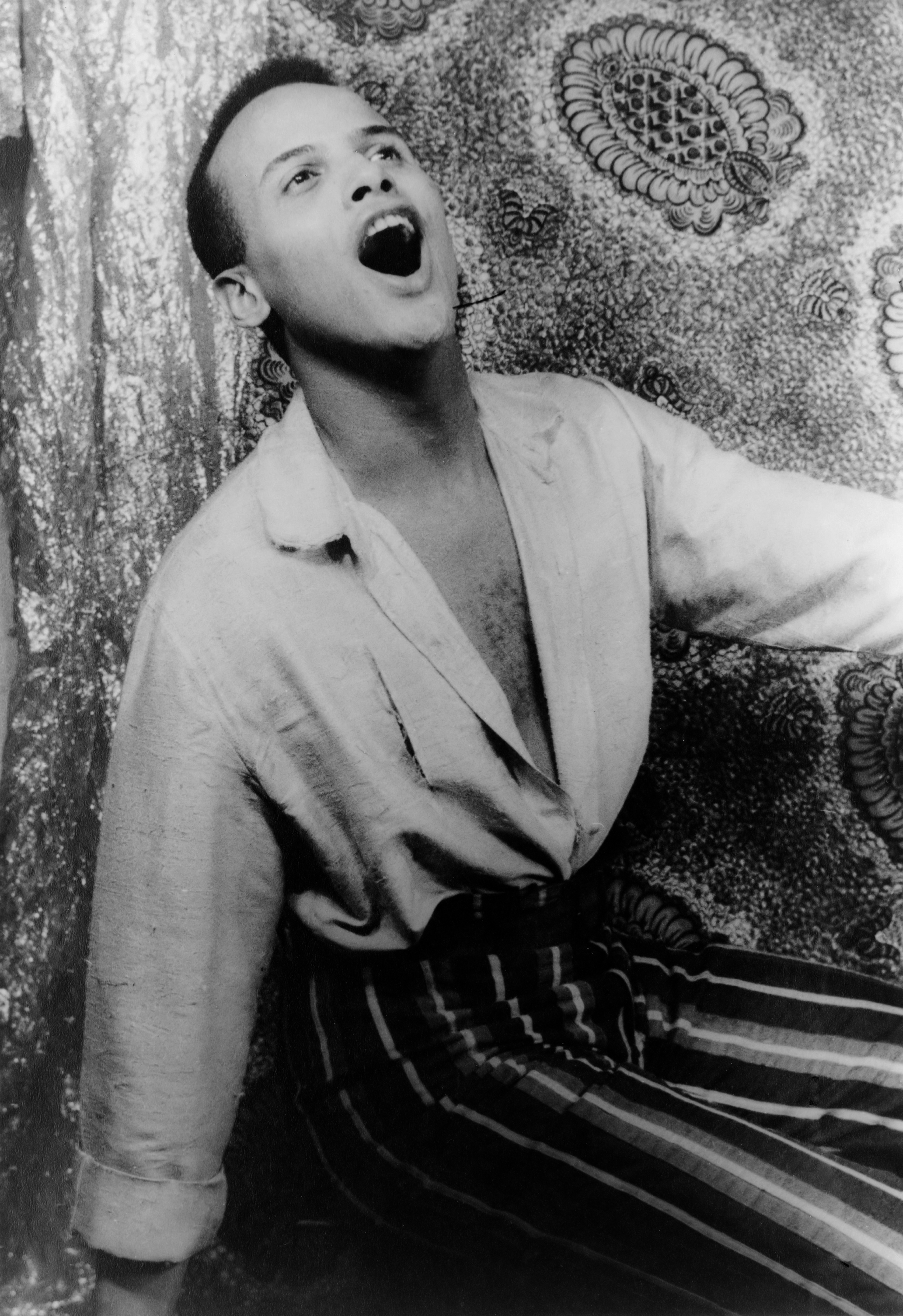

باس باريتون هو نوع من أنواع طبقات الصوت الغنائية الخاصة بالرجل وهي تعتبر طبقة منخضة في طبقات الصوت، حيث تكون أعلى من باس وأخفض من باريتون. وتعتبر هذه الطبقة من الطبقات الهامة في الغناء الأوبرالي حيث تعطى أدوار خاصة في المسرحيات الغنائية الغربية. ومن أشهر الأدوار مسرحية موزارت الشهيرة Don Giovanni خادم دون جوفاني كان اسمه Leporello وكان هذا الدور يكتب لمغنين من هذه الطبقة الصوتية.